# Elecciones estatales de Schleswig-Holstein de 1992

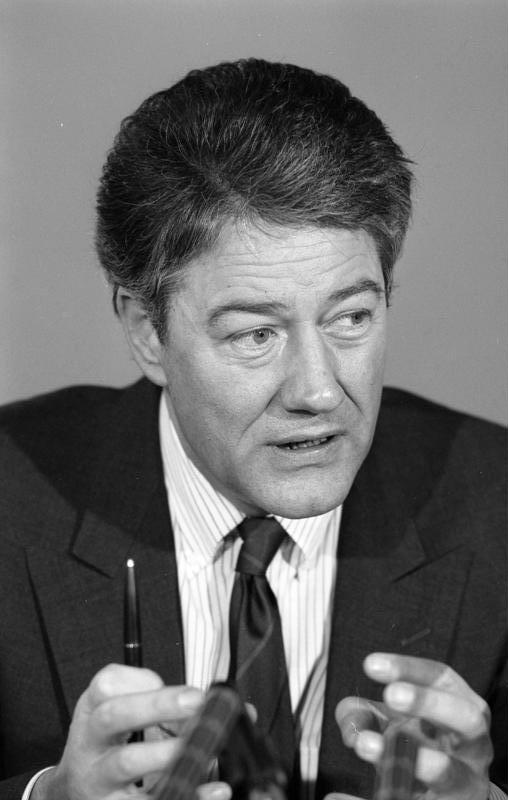
Björn Engholm, Ministro-Presidente de Schleswig-Holstein, durante una rueda de prensa en el edificio del Bundestag en 1989.

Las elecciones estatales en Schleswig-Holstein se llevaron a cabo el 5 de abril de 1992, en paralelo a la elección del estado de Baden-Württemberg.

## Antecedentes
La anterior elección estatal del 8 de mayo de 1988, había tenido como consecuencia que la CDU perdiera después de 38 años la mayoría gubernamental y se pasara a la oposición. Por el contrario, el SPD con Björn Engholm había obtenido con el 54,8 por ciento de los votos la mayoría absoluta.
Engholm había sido elegido el 31 de mayo de 1988, como el primer ministro socialdemócrata de Schleswig-Holstein desde 1950.
El FDP y los Verdes habían perdido con un 4,4 y un 2,9 por ciento su representación en el parlamento. Solo la SSW (exenta del umbral)  había podido obtener un diputado, Karl Otto Meyer.

## Candidatos[1]
- SPD: Björn Engholm
- CDU: Ottfried Hennig

## Resultados
Hab. inscritos: 2.091.342
Votantes: 1.500.410 (Participación: 71,74 %)
Votos válidos: 1.487.909
| Partido | Partido        | Votos   | Porcentaje % | Mandatos directos | Escaños |
| ------- | -------------- | ------- | ------------ | ----------------- | ------- |
|         | SPD            | 687.427 | 46,20        | 45                | 45      |
|         | CDU            | 503.510 | 33,84        |                   | 32      |
|         | DVU            | 93.295  | 6,27         |                   | 6       |
|         | FDP            | 82.963  | 5,58         |                   | 5       |
|         | GRÜNE          | 74.014  | 4,97         |                   |         |
|         | SSW            | 28.245  | 1,90         |                   | 1       |
|         | REP            | 18.225  | 1,23         |                   |         |
|         | Independientes | 230     | 0,02         |                   |         |
| Total   | Total          | 1487909 |              | 45                | 89      |

El SPD ganó 7 escaños excedentarios (Überhangmandate). La CDU ganó 5 escaños compensatorios (Ausgleichsmandate), y el FDP y la DVU también uno de estos cada uno. Como resultado, el número de escaños del parlamento se incrementó de 75 a 89.
El SPD cayó en 8,6 puntos porcentuales, hasta el 46,2 por ciento de los votos emitidos con una mayoría absoluta muy delgada de escaños en el parlamento (45 de 89 escaños).
De las pérdidas del SPD, la CDU no pudo beneficiarse: con un 33,8 por ciento mejoró en solo medio punto porcentual.
El FDP no había obtenido escaños en 1988 al haber obtenenido solo el 4,4 por ciento de los votos en el parlamento, pero obtuvo representación esta vez con un 5,6 por ciento de los votos.
El SSW, como partido de la minoría danesa exento de la cláusula restrictiva, obtuvo el 1,9 por ciento de los votos y un diputado, nuevamente Karl Otto Meyer.
En todo el país causó un gran revuelo el éxito de la DVU, que se convirtió con el 6,3 por ciento de los votos en la tercera fuerza política en el parlamento.

## Post-elección
Debido al hecho de que el SPD, a pesar de las pérdidas,  podía formar un gobierno en mayoría, Björn Engholm fue reelegido como primer ministro.